# Mormyrops
Mormyrops es un género de  peces en la familia Mormyridae endémico del continente Africano que, en función de su morfología, puede agruparse dentro de los denominados «lucios del río Nilo», junto con Brienomyrus, Hippopotamyrus, Marcusenius, Petrocephalus y Pollimyrus. Su área de distribución incluye al bajo Guinea y los ríos Ntem, Nyanga, Kouilou-Niari y Ogooué, entre otros.

## Morfología
Este género posee pequeñas barbas y se caracteriza por poseer una cabeza alargada que puede llegar a medir el doble de su alto; carecen de la extensión del aparato bucal de los peces elefante, la forma de su cuerpo y su morfología general ha dado lugar a que sean conocidos entre los aficionados a los acuarios con el nombre de «ballenas bebés», a pesar de que las verdaderas ballenas son mamíferos; otros nombres inapropiados incluyen el término «peces delfín».
Es uno de los de mayor envergadura dentro de las especies del grupo de «lucios del río Nilo»; son además populares por su carne de carácter fina y delicada —por lo que tienen una gran importancia económica—; de hecho, uno de ellos fue llamado Mormyrops deliciosus por Leach en 1818, antes de convertirse en Mormyrops anguilloides por la ley de sinonimia de Linneo.

## Estado de conservación
Respecto al estado de conservación, se puede indicar que de acuerdo a la IUCN, la mayoría de las especies de este género pueden catalogarse en la categoría de «menos preocupante (LC o LR/lc)».

## Especies
- Mormyrops anguilloides (Linnaeus, 1758)
- Mormyrops attenuatus Boulenger, 1898
- Mormyrops batesianus Boulenger, 1909
- Mormyrops breviceps Steindachner, 1894
- Mormyrops caballus Pellegrin, 1927
- Mormyrops citernii Vinciguerra, 1912
- Mormyrops curtus Boulenger, 1899
- Mormyrops curviceps Román, 1966
- Mormyrops engystoma Boulenger, 1898
- Mormyrops furcidens Pellegrin, 1900
- Mormyrops intermedius Vinciguerra, 1928
- Mormyrops lineolatus Boulenger, 1898
- Mormyrops mariae (Schilthuis, 1891)
- Mormyrops masuianus Boulenger, 1898
- Mormyrops microstoma Boulenger, 1898
- Mormyrops nigricans Boulenger, 1899
- Mormyrops oudoti Daget, 1954
- Mormyrops parvus Boulenger, 1899
- Mormyrops sirenoides Boulenger, 1898